# Abertura
Abertura (extremadurai nyelven L'Abertura) település Spanyolországban, Cáceres tartományban. Abertura Alcollarín, Campo Lugar, Conquista de la Sierra, Escurial, Puerto de Santa Cruz, Santa Cruz de la Sierra és Zorita községekkel határos. Lakosainak száma 368 fő (2024).

## Népesség
A település népessége az elmúlt években az alábbi módon változott:
| Lakosok száma | 512  | 506  | 486  | 454  | 447  | 436  | 423  | 407  | 400  | 368  |
|               | 2001 | 2004 | 2006 | 2009 | 2011 | 2014 | 2016 | 2019 | 2021 | 2024 |